# Меларен
Меларен — озеро в середній Швеції, в ленах Стокгольм, Уппсала, Седерманланд та Вестманланд. 
Третє за площею озеро країни (після Венерна та Веттерна)
. 
Площа  1140 км², максимальна глибина 64 м, простягається на 120 км зі сходу на захід. 
Озеро впадає у Балтійське море через свої природні виходи Норрстрем і Седерстрем (обігаючи острів Стадсгольмен), а також через штучний канал Седертельє та водний шлях Гаммарбіледен.
Найсхідніша бухта Меларен, у центрі Стокгольма, називається Ріддарф'ярден.
Озеро розташоване у Свеаланді і межує з провінціями Уппланд, Седерманланд, Нерке і Вестманланд. 
Два найбільших острова у Меларені — Селайон (91 км²) і Сваршйоландет (79 км²).
На березі Меларена розташовано багато шведських міст, зокрема столиця країни — Стокгольм. У долині Меларену розташовані найродючіші землі Швеції.
Поселення доби вікінгів Бірка на острові Б'єрке і Ховгорден на сусідньому острові Адельсьо з 1993 року входять до списку Світової спадщини ЮНЕСКО, як і палац Дроттнінггольм на острові Ловен. Курган Бйорна I Залізнобокого знаходиться на острові Мунсе.

## Етимологія
Етимологічне походження назви «Mälaren» походить від давньоскандинавського слова «mælir», яке з'явилося в історичних записах в 1320-х роках і означає гравій. 

Раніше озеро було відоме як «Lǫgrinn», що в перекладі з давньоскандинавської означає «Озеро». 

## Геологія
До кінця останнього льодовикового періоду близько 11 000 років тому більша частина Північної Європи та Північної Америки була покрита льодовиковими щитами товщиною до 3 км. 
Наприкінці льодовикового періоду, коли льодовики відступили, земля пригнічена величезною масою льодовикового покриву зазнала розвантаження що призвело до післяльодовикового відскоку. 
Спочатку відскок був швидким, приблизно 7,5 см/рік. 
Цей етап тривав близько 2000 років і відбувався під час руйнації льодовика. 
Після завершення дегляціації підйом сповільнився приблизно до 2,5 см/рік, а після цього експоненціально зменшився. 
Сьогодні типові темпи підйому становлять близько 1 см/рік або менше, і дослідження показують, що відскок триватиме ще приблизно 10 000 років. 
Загальне підняття від кінця зледеніння може становити до 400 м.
В епоху вікінгів Меларен був затокою Балтійського моря, 

і морські судна могли плавати озером далеко вглиб Швеції. 
Бірка зручно знаходилася поблизу торгових шляхів через канал Седертельє. 
Через післяльодовиковий відскок канал Седертельє та гирло затоки Ріддарф’єрден стали настільки мілководними приблизно до 1200 року, що кораблі змушені були розвантажувати свої вантажі біля входу, і поступово затока перетворилася на озеро. 

Занепад Бірки і подальше заснування Стокгольму у точці впадіння Ріддарф’єрдену частково через відскок після льодовика, який змінив топографію басейну Меларен. 
На початок 2020-х поверхня озера в середньому становить 0,7 м над рівнем моря.

## Фауна
В озері зустрічається понад 30 видів риб, а саме окунь звичайний, лящ, колючка триголкова, верховодка звичайна і щука.
Серед птахів найрозповсюдженими є: крячок річковий, мартин сріблястий, мартин звичайний, мартин сизий, крижень, чернь чубата, казарка канадська, звичайний гоголь, мартин чорнокрилий, набережник, орлан-білохвіст, гуска сіра, казарка білощока, гагара чорношия, крех середній та нерозень.